# Bibliothèque Hōsa

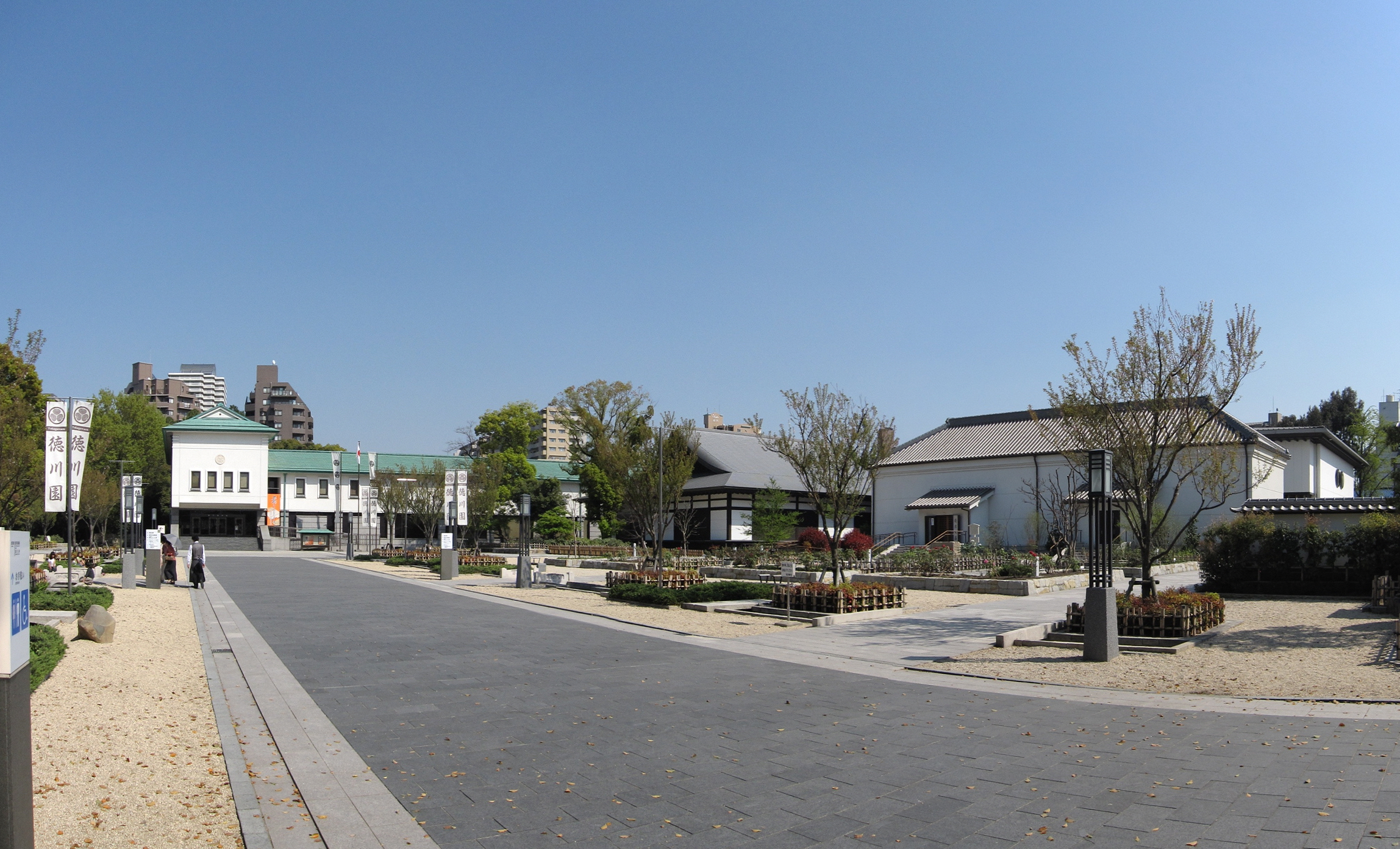
Les bâtiments de la bibliothèque Hōsa (à droite) sur l'ensemble Ōzone Shimoyashiki à Nagoya.

La bibliothèque Hōsa (蓬左文庫) se trouve sur le complexe Ōzone Shimoyashiki (en) de Nagoya au centre du Japon.

## Histoire
Elle est fondée par Tokugawa Yoshinao, premier daimyo du domaine d'Owari, pour servir d'archives officielles. Elle est transférée de la famille Tokugawa à la ville de Nagoya en 1950. La bibliothèque compte actuellement plus de 110 000 ouvrages.
La bibliothèque travaille en étroite collaboration avec le musée d'art Tokugawa et le jardin Tokugawa (en) voisins.